# Fulgence Javinde
Fulgence Javinde is een Surinaams bestuurder. Sinds 2020 is hij districtscommissaris van Paramaribo-Zuidwest.

## Biografie
Rond 12 augustus 2020 kwam zijn naam naar buiten als kandidaat om districtscommissaris (dc) te worden. Twee weken later, op 25 augustus, werd hij samen met de nieuwe lichting dc's door president Chan Santokhi geïnstalleerd als dc van het ressort Paramaribo-Zuidwest, als opvolger van Eric Grauwde.
Javinde is de zoon van vicepresident Ronnie Brunswijk. Terwijl er in de maatschappij kritiek was op politieke benoemingen uit de directe kring van regeringsleden, bleef Brunswijk hier onverkort mee doorgaan. Javinde reageerde op dag van zijn benoeming op de commotie: "Ik heb van huis uit geleerd dat je altijd kritiek gaat krijgen, dus ik maak me niet druk daarmee. Jij moet leren hoe je ermee omgaat." Begin oktober 2021 liet Brunswijk zelf weten geen enkele benoeming te willen terugdraaien.